# Lona Williams
Lona Williams (Rosemount, 26 settembre 1966) è una produttrice televisiva, scrittrice e attrice statunitense.
Nata nel Minnesota, frequenta l'Università del Minnesota e si trasferisce in California. Nel 1985 diventa Miss Minnesota. Diventa assistente alla scrittura per I Simpson, grazie anche a Jerry Belson, dove ha fornito le voci di tanto in tanto per lo spettacolo, tra cui quella di Amber Dempsey.